# Grigori Sjvedov
Gregorij Sergejevitsj Sjvedov (Russisch: Григорий Сергеевич Шведов)  (14 oktober 1976) is een Russisch journalist. Hij is hoofdredacteur van de Kaukasische Knoop (Kavkazsky Uzel), een onafhankelijk online nieuwsmedium met berichtgeving over met name de Kaukasus. In 2012 werd hij onderscheiden met de Geuzenpenning.

## Levensloop
Van 1999 tot 2006 werkte Sjvedov voor de burgerrechtenorganisatie Memorial voor regio's in Rusland en andere voormalige Sovjetlanden. Hier leidde hij veertien regionale en interregionale projecten en had hij later de leiding over een regionaal netwerk van zeventig afdelingen. Erna bleef hij betrokken bij International Memorial als bestuurslid.
Sinds de oprichting in 2001 is hij betrokken bij de Kaukasische Knoop, een onafhankelijke website met weblogs, videos en nieuws en analyses over politieke onderdrukking en schendingen van de mensenrechten in met name de Kaukasus. De website werd aanvankelijk opgezet door Memorial en is later door Sjvedov voortgezet. Hij is zelf hoofdredacteur van de site. De website heeft een Engelse versie sinds augustus 2003. Voor financiële donaties en training van de journalisten en redacteuren wordt Sjvedov gesteund vanuit het buitenland, zoals door organisaties als Free Press Unlimited.
Daarnaast produceert hij 30 Oktober, een maandelijks bulletin over mensenrechten, en is hij directeur van het nieuwsagentschap MEMO.RU dat zich bezighoudt met nieuwe strategieën om het publiek te bereiken, zoals sociale media en sociale marketing. Hij organiseerde reizende exposities en discussiegroepen, waaronder meer dan zestig discussiebijeenkomsten over de situatie in Tsjetsjenië.
In 2012 werd Sjvedov onderscheiden met de Geuzenpenning.